# 鱤脂鯉
鱤脂鯉（學名：Hepsetus odoe）為輻鰭魚綱脂鯉目脂鯉亞目鱤脂鯉的一個種，廣泛分布於非洲中部及西部淡水流域，從塞內加爾至安哥拉，本魚體修長，在眼後面具放射狀淡色與深色的條紋，黑色的脂鰭，魚鰭粉紅色到淺灰色，成魚在偶鰭上可能有黑色的斑點，背鰭軟條9枚、臀鰭軟條12枚，體長可達40公分，棲息在河川、湖泊、沼澤靜止且較深的水域，屬肉食性，主要以魚類及無脊椎動物為食，可做為食用魚、遊釣魚及觀賞魚。